# 犁頭山 (地名)
犁頭山，又寫為犂頭山，是臺灣新竹縣新埔鎮的一個傳統地域名稱，位於該鎮西南部。相較於今日行政區，其範圍大致與文山里相近。

## 歷史
台灣清治末期至日治初期，犁頭山地區為一街庄，稱為「犁頭山庄」，隸屬於竹北一堡。該庄東北隔鳳山溪與枋藔庄、旱坑仔庄、樟樹林庄、田新庄為界，東南與石頭坑庄為鄰，西南邊為下山庄、犁頭山下庄，西北邊為豆仔埔庄、番仔陂庄。
1901年（日治明治三十四年）11月，全台廢縣廳改設二十廳，該庄隸屬於新竹廳。1909年（明治四十二年）10月，合併二十廳為十二廳，該庄隸屬不變。1920年（大正九年），廢十二廳改設五州二廳，該庄改制為「犁頭山」大字，隸屬於新竹州中壢郡新埔庄，大字下有「土地公埔」、「犁頭山」小字名。1941年，新埔庄升格為新埔街。
戰後新埔街改制為新埔鎮，隸屬於新竹縣，大字亦改制為里。1950年桃、竹、苗分治，新埔鎮隸屬不變。

## 地理
犁頭山地名的由來是取自於該地的山名。犁頭山是臺灣新竹縣的一座郊山，是犁頭山溪與鳳山溪之間的分水嶺，為新埔與竹北之界山。犁頭山位於飛鳳山稜線的西部，東西迤邐數公里，山以北為新埔鎮，山以南是竹北市。2000年代，高速鐵路工程局在犁頭山開鑿了犁頭山隧道，作為臺灣高速鐵路縱向穿越飛鳳山的孔道。

## 交通
縣道117號是新豐埔和至香山內湖的道路，大致以縱向轉東北－西南走向經過犁頭山地區，向北轉西北經枋寮後轉東北可前往湖口、新豐後湖並止於省道台15線路口，向西南可前往六家、埔頂、新竹市區、香山等地。
縣道118號是舊港至羅浮的道路，也是鳳山溪流域的主要連絡道路，大致以西北－東南走向轉西南—東北走向經過本地區，向西北可前往竹北、南寮並止於縣道122號路口，向東南可前往關西、馬武督、羅浮並止於省道台7線路口。
鄉道竹16線（關埔路）是土地公埔至關西的道路，也是鳯山溪中游地區南岸的主要連絡道路，其西側端點位於本地區東部縣道118號路口。由此向東南可前往內立、南打鐵坑、下南片、坪林、上南片，過鳳山溪橋可前往關西市區並止於關西國小附近。

## 學校
- 文山國小
  - 文山國小楓樹伯公（楓樹公）